# 双流镇 (营山县)
双流镇，是中华人民共和国四川省南充市营山县下辖的一个乡镇级行政单位。2019年10月，撤销孔雀乡，将其所属行政区域划归双流镇管辖。

## 行政区划
双流镇下辖以下地区：
双流街道社区、梅坡村、瓦店村、双店村、柿花村、槐树村、龙凤村、大洞村、九龙村、店子村、福祠村、松树村、回龙村、猴包村、水井村、高桥村、石花村、马洞村、长岭村、高石村、白桥村、中心村、狮桥村、沿山村、五坪村、马铃村、梯子村和方寨村,槐花村、孔雀村、火岭村、马槽村、双堰村、虎坪村、林荫村、合面村、天宫村和杨名村。